# La Granja kommun, Chile
La Granja är en kommun i Chile.   Den ligger i provinsen Provincia de Santiago och regionen Región Metropolitana de Santiago, i den södra delen av landet. Huvudstaden Santiago de Chile ligger i La Granja.

## Omgivning
Runt La Granja är det i huvudsak tätbebyggt. Runt La Granja är det mycket glesbefolkat, med 7 invånare per kvadratkilometer.